# Jelena Anatoljevna Mihajlicsenko
Jelena Anatoljevna Mihajlicsenko cirill betűkkel: Елена Анатольевна Михайличенко (Togliatti, 2001. szeptember 14. –) orosz válogatott kézilabdázó, a CSZKA Moszkva játékosa.

## Pályafutása

### Klubcsapatokban
Kilencéves korában kezdett kézilabdázni szülővárosának csapatában, a Ladában, amelynek színeiben a 2017-2018-as szezonban mutatkozott be az orosz élvonalban. Ugyanebben a szezonban az U18-as korosztályos csapattal bajnoki címet szerzett. A 2019-2020-as szezonban az EHF-kupában is szerepelhetett a csapattal, a negyeddöntőbe jutó együttesben 67 gólt szerzett a sorozatban. A 2020-2021-es idényt megelőzően a CSZKA Moszkvához igazolt. 2020 novemberében egy Rosztov-Don elleni bajnokin súlyos térdsérülést szenvedett, majd műtét és többhónapos kihagyás várt rá.

### A válogatottban
Oroszország korosztályos csapatával ezüstérmet nyert a 2017-es U19-es Európa-bajnokságon, de doppingvétség miatt az orosz válogatott eredményét később törölte az Európai Kézilabda-szövetség. Az egy évvel később megrendezett U18-as világbajnokságon aranyérmet nyert és őt választották a torna legértékesebb játékosának. 2019-ben a Magyarországon rendezett junior Európa-bajnokságon negyedik lett az orosz csapat, Mihajlicsenkót azonban újból a torna legértékesebb játékosának választották. Az év végén bemutatkozhatott az orosz felnőtt válogatottban és részt vett a decemberi világbajnokságon is, ahol bronzérmet nyert.

## Sikerei, díjai
- A 2018-as U18-as világbajnokság legértékesebb játékosa
- A 2019-es junior Európa-bajnokság legértékesebb játékosa